# Paul Walter Ehrhardt
Paul Walter Ehrhardt (* 21. Juni 1872 in Weimar; † 27. Januar 1959 in München) war ein deutscher Maler der Münchner Schule.

## Leben
Paul W. Ehrhardt studierte bei Max Thedy an der Großherzoglich-Sächsischen Kunstschule Weimar und bei Paul Hoecker an der Akademie der bildenden Künste München. Ab 1906 stellte er regelmäßig im Münchner Glaspalast und bei der Großen Berliner Kunstausstellung aus. Ehrhardt malte stimmungsvolles Biedermeier-Interieur in gedämpften Tönen. Während des Nazi-Regimes gehörte er zu den gefragten Künstlern. Er war, außer 1938, von 1937 bis 1944 mit 19 Bildern auf sieben Großen Deutschen Kunstausstellungen in München vertreten, von denen Hitler drei und der Nazi-Führer Joachim von Ribbentrop eines erwarb.
Seine Werke waren bis 2006 bei Auktionen vertreten.